# Aika Mitsui

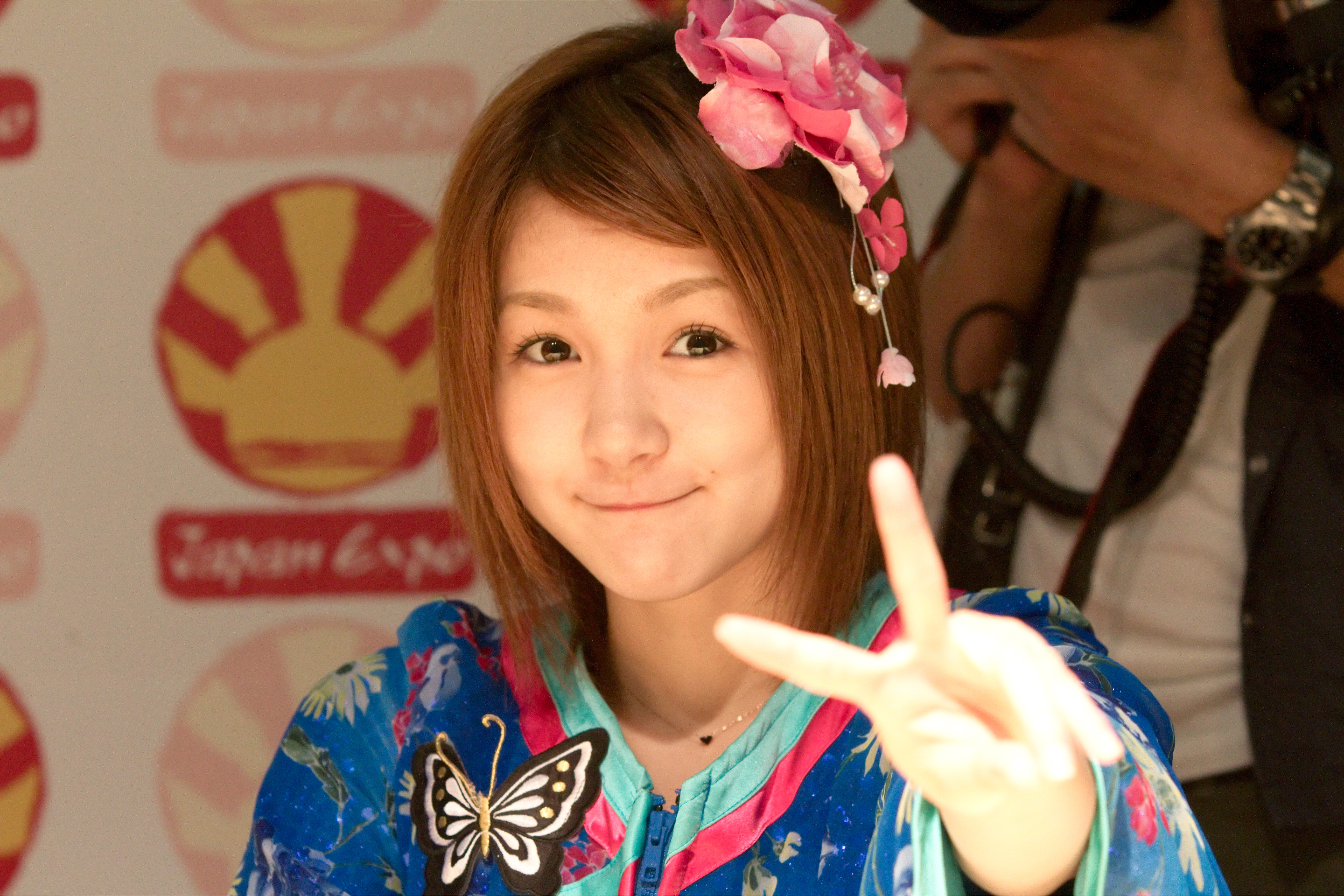
Aika Mitsui (2010)

Aika Mitsui (jap. 光井 愛佳, Mitsui Aika; * 12. Januar 1993 in der Präfektur Hyōgo) ist eine japanische Sängerin und Schauspielerin. Sie war Mitglied der J-Pop-Girlgroup Morning Musume.

## Leben
Geboren in der Präfektur Hyōgo, wuchs Aika Mitsui in Ōtsu in der Präfektur Shiga auf.
Ende 2006 wurde ihr Casting in der Fernsehsendung Hello!Morning ausgestrahlt. Sie sang in der ersten Castingrunde Ayumi Hamasakis Blue Bird, in der zweiten Runde Morning Musumes Furusato und in der dritten Runde Morning Musumes Osaka Koi no Uta. Sie gewann als einzige Kandidatin die Audition. Mit Egao Yes Nude war ihr offizielles Debüt mit Morning Musume. Nachdem sie sich im Mai 2011 eine Verletzung an einem Knöchel zugezogen hatte, stieg sie ein Jahr später, zeitgleich mit Risa Niigaki, aus der Gruppe aus, um keine erneute Verletzung zu riskieren. Sie bleibt allerdings weiterhin Mitglied des Hello! Project. 
Ende 2013 gab sie auf ihrem Blog bekannt, dass sie ins Ausland geht, um Englisch zu lernen.

## Gruppen/Units
- 2006–2012: Morning Musume
- 2007–2008: Athena & Robikerottsu
- 2009–2010: Guardian 4
- 2009–2012: Tanpopo

## Musicals
- 2008: Cinderella The Musical
- 2010: Fashionable

## Anime (als Seiyū)
- 2007: Kirarin Revolution als Gurossan

## Radio
- 2007–2008: Morning Musume Mitsui Aika no Ai say hello

## Fernsehen
- 2007: Hello! Morning
- 2007–2008: Haromoni@
- 2008: Berikyuu!
- 2008–2009: Yorosen!
- 2010–2011: Bijo Gaku
- 2011–2012: Hello!Pro Time